# Nuncjatura Apostolska w Stanach Zjednoczonych
Nuncjatura Apostolska w Stanach Zjednoczonych – misja dyplomatyczna Stolicy Apostolskiej w Stanach Zjednoczonych. Siedziba nuncjusza apostolskiego mieści się w Waszyngtonie. Obecnym nuncjuszem jest Francuz abp Christophe Pierre. Pełni on swą funkcję od 12 kwietnia 2016.

## Historia
Delegatura Apostolska w Stanach Zjednoczonych powstała 24 stycznia 1893, za pontyfikatu Leona XIII. Do rangi nuncjatury podniósł ją 26 marca 1984 papież Jan Paweł II.
W latach 1978–2011 przedstawiciele papieża w Stanach Zjednoczonych byli również stałymi obserwatorami przy Organizacji Państw Amerykańskich.

## Szefowie misji dyplomatycznej Stolicy Apostolskiej w Stanach Zjednoczonych

### Delegaci apostolscy
- abp Francesco Satolli (1893–1895) Włoch
- kard. Sebastiano Martinelli OSA (1896–1902) Włoch; do 1898 również przeor generalny augustianów; w 1901 mianowany kardynałem
- abp Diomede Falconio OFM (1902–1911) Włoch
- abp Giovanni Bonzano (1912–1922) Włoch
- abp Pietro Fumasoni Biondi (1922–1933) Włoch
- abp Amleto Giovanni Cicognani (1933–1958) Włoch
- abp Egidio Vagnozzi (1958–1967) Włoch
- abp Luigi Raimondi (1967–1973) Włoch
- abp Jean Jadot (1973–1980) Belg
- abp Pio Laghi (1980–1984) Włoch

### Pronuncjusze apostolscy
- abp Pio Laghi (1984–1990)
- abp Agostino Cacciavillan (1990–1998) Włoch

### Nuncjusze apostolscy
- abp Gabriel Montalvo Higuera (1998–2005) Kolumbijczyk
- abp Pietro Sambi (2005–2011) Włoch
- abp Carlo Maria Viganò (2011–2016) Włoch
- kard. Christophe Pierre (od 2016) Francuz